# Verband der Modelleisenbahner und Eisenbahnfreunde Europas

Das Logo des MOROP mit SBB Ae 6/6.

Der Verband der Modelleisenbahner und Eisenbahnfreunde Europas, abgekürzt MOROP, französisch: Union Européenne des Modélistes Ferroviaires et des Amis des Chemin de Fer, ist ein in Kontinentaleuropa tätiger Verband und hat als Verein seinen Sitz nach Schweizer Recht in Bern (Schweiz). Mitglieder sind verschiedene Landesverbände der Hobby-Eisenbahn- und Modelleisenbahnvereine sowie einzelne Vereine. Der Name ist aus dem Wort Modelleisenbahn (französisch: Modélistes Ferroviaires; englisch: Model Railroad) und dem Wort Europa (französisch wie englisch: Europe) zusammengesetzt.

## Zielsetzung
Derzeitiges Ziel des MOROP ist es, die vorhandenen Normen, Empfehlungen und Dokumentationen für den Modelleisenbahnbereich zu verbreiten, im Detail zu verbessern oder in Einzelfällen zu ergänzen. Diese werden allgemein als Normen Europäischer Modellbahnen, abgekürzt als NEM bezeichnet, obschon diese auch Empfehlungen und Dokumentationen beinhalten. Festgelegt und aktualisiert werden sie durch die Technische Kommission (TK) des MOROP, die aus wenigen Personen besteht, zu denen auch einzelne Vertreter der Hersteller und Lieferanten aus der Modelleisenbahnbranche angehören.

## Geschichte
Die Modelleisenbahn, wie wir sie heute kennen, ist eine Entwicklung der 1880er und 1890er Jahre  des vorletzten Jahrhunderts. 
Bassett-Lowke entwickelte zusammen mit Henry Greenly bereits in den 1890er und 1900er Jahren Normen für Spielzeug- und Modelleisenbahnen, die auch die mit etwas zeitlicher Verzögerung entstandenen personenbefördernden Gartenbahnen mit einer Spurweite von bis zu 15 Zoll beinhalteten. Diese beinhalteten primär Aspekte der Modellspurweiten und dann etwas später die dazugehörenden Maßstäbe. Diese einheitlichen Vorgaben waren für den Einkauf des primär als Handelsunternehmen Bassett-Lowke tätigen Unternehmens von entscheidender Bedeutung, denn die Handelsware, die primär bei den Spielwarenhersteller Bing, Carette und Märklin eingekauft wurde, musste, soweit möglich, zusammenpassen. 
Mit dem aufstrebenden Hobby Modelleisenbahn und den ersten aufkommenden Modelleisenbahnverein, die auf dem Vorbild entsprechenden Geleisen setzten, wurden im Zeitraum der 1910er bis 1940er Jahren weitere Normen erarbeitet, die den gemeinsamen Betrieb von Modelleisenbahnen ermöglichten. Primär beinhalteten diese Normen Details der Räder sowie der Geleise und waren meist von lokaler Bedeutung. Weitere Aspekte mussten nicht wirklich festgelegt werden, orientierten sich die Modellbauer doch weitgehend am Vorbild.
Im September 1954 schlossen sich in Genua die nationalen Modelleisenbahnverbände aus Belgien, Dänemark, Deutschland, Frankreich, Italien, Österreich und der Schweiz zum Verband der Modelleisenbahner und Eisenbahnfreunde Europas zusammen, mit dem Ziel, die zwischenzeitlich, noch vor der Gründung des Verbandes, zusammenzufassen Normen weiterzuentwickeln. Bereits wenige Jahre später, noch in den 1950er Jahren, waren die wichtigsten Grundlagen zusammengefasst und konnten dann europaweit publiziert werden.
In den 1980er und 1990er Jahren kamen dann weitere Normen und Empfehlungen betreffend digitalgesteuerte Modelleisenbahnen, den Modulbau und die Einteilung der Epochen dazu.
Entscheidende Impulse zum Thema Normen, Empfehlungen und Dokumentation gibt es seit den 1990er Jahren seitens des MOROP nicht mehr. Vielmehr konzentriert sich der MOROP einzig auf eine jährlich stattfindende Delegiertenversammlung. Verbunden mit dieser Delegiertenversammlung ist seit Jahren meist ein Rahmenprogramm, das von Wochenende zu Wochenende dauert und vorwiegend Besichtigungen aus dem Umfeld der Eisenbahn und weniger der Modelleisenbahn beinhaltet.

## Mitglieder
Der Verband umfasst nach seinen Angaben derzeit 21 Landesverbände mit mehr als 30.000 Einzelmitgliedern, tatsächlich sind es 19 Landesverbände und 2 Vereine.

### Landesverbände
- Belgien:
  - ASBL FEBELRAIL VZW (Fédération des Associations belges d'amis du Rail / Federatie van belgische verenigingen van spoorbelangstellenden)
  - 0-FORUM (Fédération Belge du Zéro / Belgische Nulspoor Federatie)

- Dänemark:
  - DMJU (Dansk Model Jernbane Unions)

- Deutschland:
  - ARGE Spur 0 (Internationale Arbeitsgemeinschaft Modellbahnbau Spur 0 e. V.)[3]
  - BDEF (Bundesverband Deutscher Eisenbahn-Freunde)
  - SMV (Sächsische Modellbahner-Vereinigung e. V.)[4]

- Frankreich:
  - CDZ (Cercle Du Zéro)
  - FFMF (Fédération Française de Modélisme Ferroviaire)
  - TDS (Traverses des Secondaires)

- Italien:
  - FIMF (Federazione Italiana Modellisti Ferroviaire)

- Norwegen:
  - MJF (Modeljernbaneforeningen I Norge)

- Österreich:
  - VOEMEC (Verband Österreichischer Modell-Eisenbahn-Clubs)

- Polen:
  - PZMK (Polski Związek Modelarzy Kolejowych i Miłośników Kolei)

- Rumänien:
  - TCR (Tren Clubul Roman)

- Schweiz:
  - SVEA (Schweizerischer Verband Eisenbahn-Amateur)

- Slowakei:
  - Zvaz modelárov Slovenska, Združenie železničných modelárov Slovenska

- Spanien:
  - FCAF (Federació Catalana d'Amics del Ferrocarril)

- Tschechische Republik:
  - SMČR, KŽeM CR (Svaz modelářů České republiky, Klub železničních modelářů)

- Ungarn:
  - MAVOE (Magyar Vasútmodellezők es Vasútbarátok Országos Egyesülete)

### Vereine
- Luxemburg:
  - MBM a.s.b.l. (Modelleisebunn Bassin Minier)

- Niederlande:
  - TTN (TT Nederland)

### Landesverbände, die nicht Mitglied sind
Die folgenden kontinentaleuropäischen Eisenbahn- und Modelleisenbahn-Landesverbände sind nicht Mitglied:
- HECH (Verband Historischer Eisenbahnen Schweiz)
- MOBA (Modellbahnverband in Deutschland)